# Суперкубок Бахрейну з футболу
Суперкубок Бахрейну з футболу — одноматчевий турнір, у якому грають володар кубка Короля Бахрейну і чемпіон попереднього сезону. У випадку, якщо кубок і чемпіонат виграла одна команда, то в суперкубку грають перша і друга команди чемпіонату. Турнір організовується Асоціацією футболу Бахрейну.

## Розіграші
| Рік     | Переможець              | Рахунок                 | Фіналіст                |
| ------- | ----------------------- | ----------------------- | ----------------------- |
| 2006    | Аль-Мухаррак            | 3:2                     | Аль-Наджма              |
| 2007    | Аль-Наджма              | 3:2 дч                  | Аль-Ріффа               |
| 2008    | Аль-Наджма              | 1:0                     | Бусайтін                |
| 2009-12 | змагання не проводились | змагання не проводились | змагання не проводились |
| 2013    | Аль-Мухаррак            | 2:1                     | Бусайтін                |
| 2014    | Іст Ріффа               | 1:1 пен. 6:5            | Аль-Ріффа               |
| 2015    | Аль-Хідд                | 1:1 пен. 6:5            | Аль-Мухаррак            |
| 2016    | Аль-Хідд                | 1:0                     | Аль-Мухаррак            |
| 2017    | Манама Клаб             | 1:1 пен. 4:2            | Малкія                  |
| 2018    | Аль-Мухаррак            | 2:2 пен. 4:3            | Аль-Наджма              |
| 2019    | Аль-Ріффа               | 1:1 пен. 4:2            | Манама Клаб             |
| 2020    | змагання не проводилось | змагання не проводилось | змагання не проводилось |
| 2021    | Аль-Ріффа               | 1:1 пен. 4:3            | Іст Ріффа               |
| 2022    | Аль-Халдія              | 2:0                     | Аль-Ріффа               |
| 2023    | не проводився           |                         |                         |
| 2024    | Аль-Халдія              | 2:0                     | Аль-Хала                |

## Досягнення по клубам
| Клуб         | Кількість перемог | Роки перемог     | Кількість фіналів | Роки поразок     |
| ------------ | ----------------- | ---------------- | ----------------- | ---------------- |
| Аль-Мухаррак | 3                 | 2006, 2013, 2018 | 2                 | 2015, 2016       |
| Аль-Ріффа    | 2                 | 2019, 2021       | 3                 | 2007, 2014, 2022 |
| Аль-Наджма   | 2                 | 2007, 2008       | 2                 | 2006, 2018       |
| Аль-Хідд     | 2                 | 2015, 2016       | -                 | -                |
| Аль-Халдія   | 2                 | 2022, 2024       | -                 | -                |
| Іст Ріффа    | 1                 | 2014             | 1                 | 2021             |
| Манама Клаб  | 1                 | 2017             | 1                 | 2019             |
| Бусайтін     | -                 | -                | 2                 | 2008, 2013       |
| Малкія       | -                 | -                | 1                 | 2017             |
| Аль-Хала     | -                 | -                | 1                 | 2024             |